# ميلتون بنيون
ميلتون بنيون (بالإنجليزية: Milton Bennion)‏ هو مبشر أمريكي، ولد في 7 يونيو 1870 في تايلورزفيل في الولايات المتحدة، وتوفي في 5 أبريل 1953.